# Deathwish Inc.
Deathwish Inc. és una discogràfica independent estatunidenca especialitzada en música hardcore punk i metalcore.
El segell discogràfic va ser fundat per Jacob Bannon i Tre McCarthy el 1999. El seu primer llançament va ser Deeper the Wound, un àlbum compartit entre Converge i la banda japonesa Hellchild el 23 d'abril de 2001.

## Llista de grups de Deathwish Inc.

### Actuals
- Birds in Row
- Bitter End
- Blacklisted
- Bossk
- Burn
- Chrome Over Brass (Alex Garcia-Rivera)
- Cold Cave
- Cold World
- Converge
- Cult Leader (amb tres membres de Gaza)[4]
- Death Index
- Doomriders
- Frameworks
- Gouge Away
- HarborLights
- Harm Wülf (George Hirsch de Blacklisted)
- Hesitation Wounds
- The Hope Conspiracy
- Loma Prieta
- Modern Life Is War
- New Lows
- Oathbreaker
- Planes Mistaken for Stars
- Shipwreck A.D.
- Starkweather
- Super Unison (Meghan O'Neil de Punch)
- Wear Your Wounds

### Anteriors
- 100 Demons
- 108
- AC4
- Acid Tiger
- A Life Once Lost
- American Nightmare/Give Up the Ghost
- The Blinding Light
- Boysetsfire
- Breather Resist
- Burning Love
- Carpathian
- The Carrier
- Ceremony
- Code Orange (formerly Code Orange Kids)
- Coliseum
- Cursed
- Damage
- Deafheaven
- Death of Lovers
- The Dedication
- Embrace Today
- Extreme Noise Terror
- First Blood
- The Great Deceiver
- Harm's Way
- Heiress
- Hellchild
- Holyghost
- Horror Show
- I Hate You
- Integrity
- Irons
- Jacob Bannon
- Jesuseater
- Killing the Dream
- Knives Out
- Lewd Acts
- Life Long Tragedy
- Lies (amb membres de The Hope Conspiracy i Skin Like Iron)
- Living Eyes
- Narrows
- The Power and The Glory
- The Promise
- Pulling Teeth
- Punch
- Razor Crusade
- Reach the Sky
- Ringworm
- Rise and Fall
- Rot In Hell
- So Be It
- Self Defense Family
- Some Girls
- The Suicide File
- Terror
- Touché Amoré
- Trap Them
- United Nations
- Victims
- Whips/Chains
- White Jazz (amb membres de Rise and Fall)
- Wovenhand
- Young and in the Way